# Завадский, Сильвестр
Сильвестр Завадский (пол. Sylwester Zawadzki; 19 октября 1921, Варшава — 4 июля 1999, там же) — польский государственный и политический деятель, юрист, министр юстиции ПНР (1981—1983), Председатель Высшего административного суда (1980—1981), депутат Сейма Польской Народной Республики (1972—1989), член Госсовета ПНР (1985—1989), редактор, педагог, профессор юридических наук.

## Биография
В 1946—1948 годах был членом Польской социалистической партии, затем Польской объединенной рабочей партии. В первые годы после Второй мировой войны активно участвовал в польских молодежных организациях.
В 1950 году окончил факультет права и управления Варшавского университета. В 1963 году — доцент, в 1973 году стал профессором юридических наук. С 1976 года — член-корреспондентом Польской академии наук.
В 1950—1955 годах — научный сотрудник Института общественных наук при ЦК ПОРП , в 1955—1967 годах — научный сотрудник Высшей школы общественных наук при ЦК Польской объединенной рабочей партии, в 1957—1963 годах — научный сотрудник Института юридических наук Польской академии наук, в 1963—1968 годах — заместитель секретаря Первого отдела общественных наук Польской академии наук, в 1967—1981 годах — редактор ежемесячника «Государство и право»; с 1967 годах — научный сотрудник Варшавского университета, в 1969—1977 годах работал директором Института науки о государстве и праве Варшавского университета. Член ЦК ПОРП (1981—1983).
Автор ряда трудов в области теории государства и права, государственного права.
Похоронен на Воинском кладбище в Повонзках.

## Награды
- Орден Возрождения Польши 3,4 и 5 степени
- Орден «Знамя Труда» (Польша) 1 степени
- Медаль 10-летие Народной Польши
- Медаль 30-летие Народной Польши
- Медаль 40-летие Народной Польши
- почётный доктор Вроцлавского университета (1981)